# Zapasy na Letnich Igrzyskach Olimpijskich 1964 – kategoria do 97 kg w stylu klasycznym
Zmagania mężczyzn do 97 kg to jedna z ośmiu męskich konkurencji w zapasach w stylu klasycznym rozgrywanych podczas Letnich Igrzysk Olimpijskich 1964. Pojedynki w tej kategorii wagowej odbyły się w dniach 16 – 19 października.
Punktacja opierała się na systemie "złych punktów karnych". Zwycięzca otrzymywał zero punktów za wygraną przez "tusz" (łopatki), a jeden punkt za wygraną na punkty. Dwa punkty przyznawano zawodnikom za remis. Za porażkę na punkty zawodnik otrzymywał trzy punkty, a za przegraną na łopatki przyznawano 4 punkty karne. Uzyskanie sześciu lub więcej punktów eliminowało zapaśnika z turnieju. Najlepsza trójka walczyła w rundzie finałowej. 

## Klasyfikacja[1]
| Pozycja | Nazwisko             | Kraj              |
| ------- | -------------------- | ----------------- |
| 1       | Bojan Radew          | Bułgaria          |
| 2       | Per Svensson         | Szwecja           |
| 3       | Heinz Kiehl          | Niemcy            |
| 4       | Nicolae Martinescu   | Rumunia           |
| 5       | Ferenc Kiss          | Węgry             |
| 5       | Peter Jutzeler       | Szwajcaria        |
| 5       | Rostom Abaszidze     | ZSRR              |
| 8       | Eugen Wiesberger Jr. | Austria           |
| 9       | Gıyasettin Yılmaz    | Turcja            |
| 10      | Aimo Mäenpää         | Finlandia         |
| 10      | Adelmo Bulgarelli    | Włochy            |
| 12      | Lucjan Sosnowski     | Polska            |
| 12      | Petar Cucić          | Jugosławia        |
| 12      | Akira Nakaura        | Japonia           |
| 15      | José Panizo          | Hiszpania         |
| 15      | Gang Du-man          | Korea Południowa  |
| 15      | Pat Lovell           | Stany Zjednoczone |
| 18      | Maruti Mane          | Indie             |

## Wyniki

### Pierwsza runda[2]
| Zwycięzca            | Punkty karne | Wynik           | Przegrany         | Punkty karne |
| -------------------- | ------------ | --------------- | ----------------- | ------------ |
| Petar Cucić          | 2            | Remis           | Rostom Abaszidze  | 2            |
| Ferenc Kiss          | 0            | Łopatki         | Maruti Mane       | 4            |
| Nicolae Martinescu   | 2            | Remis           | Lucjan Sosnowski  | 2            |
| Gıyasettin Yılmaz    | 2            | Remis           | Adelmo Bulgarelli | 2            |
| Aimo Mäenpää         | 1            | Na punkty       | Akira Nakaura     | 3            |
| Eugen Wiesberger Jr. | 0            | Łopatki         | Gang Du-man       | 4            |
| Bojan Radew          | 0            | Dyskwalifikacja | Pat Lovell        | 4            |
| Heinz Kiehl          | 0            | Łopatki         | José Panizo       | 4            |
| Per Svensson         | 1            | Na punkty       | Peter Jutzeler    | 3            |

### Druga runda[3]
| Zwycięzca          | Punkty karne | Wynik       | Przegrany            | Punkty karne |
| ------------------ | ------------ | ----------- | -------------------- | ------------ |
| Rostom Abaszidze   | 3            | Na punkty   | Ferenc Kiss          | 3            |
| Petar Cucić        | 4            | Remis       | Lucjan Sosnowski     | 4            |
| Nicolae Martinescu | 3            | Na punkty   | Adelmo Bulgarelli    | 5            |
| Gıyasettin Yılmaz  | 2            | Łopatki     | Akira Nakaura        | 7            |
| Aimo Mäenpää       | 2            | Na punkty   | Eugen Wiesberger Jr. | 3            |
| Bojan Radew        | 0            | Łopatki     | Gang Du-man          | 8            |
| Heinz Kiehl        | 0            | Łopatki     | Pat Lovell           | 8            |
| Peter Jutzeler     | 3            | Łopatki     | José Panizo          | 8            |
| Per Svensson       | 1            | Bez walki   |                      |              |
|                    |              | Wycofał się | Maruti Mane          | -            |

### Trzecia runda[4]
| Zwycięzca            | Punkty karne | Wynik       | Przegrany         | Punkty karne |
| -------------------- | ------------ | ----------- | ----------------- | ------------ |
| Rostom Abaszidze     | 5            | Remis       | Per Svensson      | 3            |
| Ferenc Kiss          | 4            | Na punkty   | Petar Cucić       | 7            |
| Adelmo Bulgarelli    | 6            | Na punkty   | Lucjan Sosnowski  | 7            |
| Nicolae Martinescu   | 4            | Na punkty   | Gıyasettin Yılmaz | 5            |
| Bojan Radew          | 0            | Wycofał się | Aimo Mäenpää      | 6            |
| Eugen Wiesberger Jr. | 4            | Na punkty   | Heinz Kiehl       | 3            |
| Peter Jutzeler       | 3            | Bez walki   |                   |              |

### Czwarta runda[5]
| Zwycięzca          | Punkty karne | Wynik     | Przegrany            | Punkty karne |
| ------------------ | ------------ | --------- | -------------------- | ------------ |
| Rostom Abaszidze   | 6            | Na punkty | Peter Jutzeler       | 6            |
| Per Svensson       | 5            | Remis     | Ferenc Kiss          | 6            |
| Nicolae Martinescu | 5            | Na punkty | Eugen Wiesberger Jr. | 7            |
| Bojan Radew        | 1            | Na punkty | Gıyasettin Yılmaz    | 8            |
| Heinz Kiehl        | 3            | Bez walki |                      |              |

### Piąta runda[6]
| Zwycięzca    | Punkty karne | Wynik     | Przegrany          | Punkty karne |
| ------------ | ------------ | --------- | ------------------ | ------------ |
| Per Svensson | 6            | Na punkty | Heinz Kiehl        | 6            |
| Bojan Radew  | 2            | Na punkty | Nicolae Martinescu | 8            |